# 연규성
연규성(1980년 3월 1일 ~ )은 대한민국의 가수이다.

## 이력
1999년 언더그라운드 라이브 클럽에서 록 음악 가수 첫 데뷔,
이후 슈퍼스타K4 top12

## 수상
- 2012년 아프리카TV 방송대상 - 최우수상 음악 남

## 학력
- 청주중앙초등학교
- 청주남중학교
- 청주신흥고등학교
- 연세대학교 경영학과 학사

## 앨범 및 참여 음반/곡

### 음반
- 1991: 1집 《처음 만날때처럼》
- 2003  밴드 페이퍼 2집 Mood Station
- 2006  위대한 유산 OST
- 2007  사랑이 전부야...
- 2007| 사랑해... 널 사랑해
- 2008  떠나가지 마요
- 2011  Hey
- 2012  슈퍼스타K4 TOP12 Part 1
- 2012  슈퍼스타K4 TOP12 Part 2
- 2013  황금의 제국 OST
- 2014  Rebirth
- 2015  나의 유감스러운 남자친구 OST
- 2015  파랑새의 집 OST
- 2015  당신을 주문합니다 OST
- 2015  라이더스 : 내일을 잡아라 OST
- 2016  마이 리틀 베이비 OST
- 2017  역적 : 백성을 훔친 도적 OST
- 2019  빙의 OST
- 2019  소용없지만
- 2019  Standing here for you
- 2019  달리는 조사관 OST
- 2020  마도조사 OST : 취몽전진